# Kanton Isigny-sur-Mer
Isigny-sur-Mer is een voormalig kanton van het Franse departement Calvados. Het kanton maakte deel uit van het arrondissement Bayeux tot het op 22 maart 2015 werd opgeheven en de gemeenten werden toegevoegd aan het aangrenzende kanton Trévières.

## Gemeenten
Het kanton Isigny-sur-Mer omvatte de volgende gemeenten:
- Asnières-en-Bessin
- La Cambe
- Canchy
- Cardonville
- Cartigny-l'Épinay
- Castilly
- Cricqueville-en-Bessin
- Deux-Jumeaux
- Englesqueville-la-Percée
- La Folie
- Géfosse-Fontenay
- Grandcamp-Maisy
- Isigny-sur-Mer (hoofdplaats)
- Lison
- Longueville
- Monfréville
- Neuilly-la-Forêt
- Osmanville
- Les Oubeaux
- Sainte-Marguerite-d'Elle
- Saint-Germain-du-Pert
- Saint-Marcouf
- Saint-Pierre-du-Mont
- Vouilly